# USM Bel-Abbès
 USM Bel-Abbès (Arabisch: إتحاد رياضي مدينة بلعباس) is een Algerijnse voetbalclub uit de stad Sidi-bel-Abbès. 

## Geschiedenis
De club werd opgericht in 1933 als Union Sportive Musulmane de Bel-Abbès. De club was voor de moslims van de stad, terwijl de Fransen bij de koloniale en succesvollere club SC Bel-Abbès speelden. In 1956 bereikten beide stadsrivalen de finale van de Beker van Noord-Afrika, maar omdat de kapitein van Sporting Club mocht meespelen hoewel hij voor de wedstrijd uitgesloten werd weigerde USM om aan te treden waardoor de wedstrijd afgelast werd. 
Na de Algerijnse onafhankelijkheid speelde de club voor het eerst in de hoogste klasse in 1967. Twee jaar later werd de club derde, de beste notering tot nu toe. Tussen 1977 en 1987 speelde de club als ESM Bel-Abbés. In 1987 werd de huidige naam aangenomen, die afgekort dezelfde is als de oorspronkelijke. Met enkele onderbrekingen bleef de club tot 1994 in de hoogste klasse en verdween dan een tijdlang uit de top en keerde in 2012 terug voor één seizoen en dan opnieuw in 2014 en 2016.

## Erelijst
- Algerijnse beker

1991
ASO Chlef ·
CR Belouizdad ·
CS Constantine ·
ES Sétif ·
HB Chelghoum Laïd ·
JS Kabylie ·
JS Saoura ·
MC Alger ·
MC Oran ·
NA Hussein Dey ·
NC Magra ·
Olympique de Médéa ·
Paradou AC ·
RC Arbaâ ·
RC Relizane ·
US Biskra ·
USM Alger ·
WA Tlemcen ·